# Hirohiko Izumida

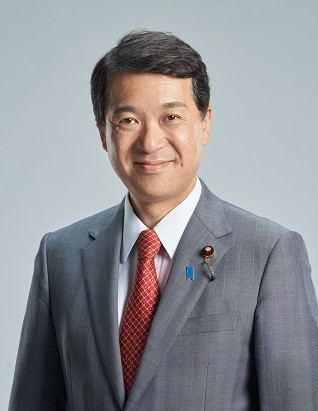
Hirohiko Izumida (2021)

Hirohiko Izumida (jap. 泉田 裕彦 Izumida Hirohiko; * 15. September 1962 in Kamo, Präfektur Niigata) ist ein japanischer Politiker. Von 2004 bis 2016 war er Gouverneur von Niigata, von 2017 bis 2024 Mitglied des Abgeordnetenhauses, zuletzt für den Verhältniswahlblock Hokuriku-Shin’etsu.

## Leben
Nach Abschluss seines Studiums an der rechtswissenschaftlichen Fakultät der Universität Kyōto 1987 wurde Izumida Beamter im Ministerium für Internationalen Handel und Industrie (MITI). 1992 wechselte er in die Wirtschaftsplanungsbehörde. 1994 gastierte er für ein Jahr als Forscher an der University of British Columbia. Danach kehrte er in die Ministerialbürokratie zurück und war unter anderem als Leiter des Ministersekretariats im MITI, im Nachfolgeministerium METI sowie für das Ministerium für Land, Infrastruktur und Verkehr tätig. 2003 verließ er vorübergehend die Zentralregierung und arbeitete im Büro des Gouverneurs von Gifu.
2004 wechselte Izumida in die Politik, um in seiner Heimatpräfektur Niigata für die Nachfolge des unabhängigen Gouverneurs Ikuo Hirayama zu kandidieren. Mit Unterstützung der nationalen Regierungsparteien LDP und Kōmeitō gewann er die Wahl am 17. Oktober 2004 mit 344.904 Stimmen und knapp 50.000 Stimmen Vorsprung vor Taga Hidetoshi, der von den Sozialdemokraten unterstützt wurde. Wenige Tage später, zwei Tage vor seinem Amtsantritt, ereignete sich das Niigata-Chūetsu-Erdbeben, das 40 Todesopfer forderte und schwere Schäden in der Infrastruktur der Präfektur hinterließ. Die Versorgung der mehreren Tausend Evakuierten und die Beseitigung der Schäden bestimmten anfangs weitgehend Izumidas Tätigkeit als Gouverneur. Auch das Niigata-Chūetsu-Küstenerdbeben 2007 fiel in seine Amtszeit.
Izumida wurde am 10. Oktober 2008 mit 83,25 % der Stimmen gegen den von der KPJ unterstützten Kandidaten Eizō Yamazaki für eine zweite Amtszeit wiedergewählt. 2012 wurde er mit über 90 % der Stimmen für eine dritte bestätigt. 2016 trat er nicht mehr an.
In die nationale Politik wechselte Izumida bei der Abgeordnetenhauswahl 2017, bei der er für die LDP im 5. Wahlkreis von Niigata kandidierte. Der Sitz war seit dem Tod von Tadayoshi Nagashima (LDP) vakant gewesen. Izumida erhielt 51,8 % der Stimmen und setzte sich damit gegen die von LP und SDP unterstützte ehemalige Bürgermeisterin von Uonuma Etsuko Ōdaira (44,9 %) durch. Bei der Wahl 2021 unterlag er in einem Drei-Kandidaten-Rennen mit dem ehemaligen Bürgermeister von Nagaoka Tamio Mori relativ deutlich um fast elf Prozentpunkte seinem Amtsnachfolger als Gouverneur, Ryūichi Yoneyama, der bei der Abgeordnetenhauswahl unabhängig mit Unterstützung der Mitte-links-Opposition kandidierte (nach der Wahl zur KDP-Fraktion), gewann aber den vierten von sechs LDP-Verhältniswahlsitzen in Hokuriku-Shin’etsu.
Bei der Abgeordnetenhauswahl 2024 kandidierte Izumida ohne Parteinominierung im neu zugeschnittenen Wahlkreis Niigata 4 und unterlag mit rund 21 % der Stimmen Ryūichi Yoneyama (KDP, 45 %) und Eiichirō Washio (LDP, 34 %).